# Darlingtonia kalifornijska

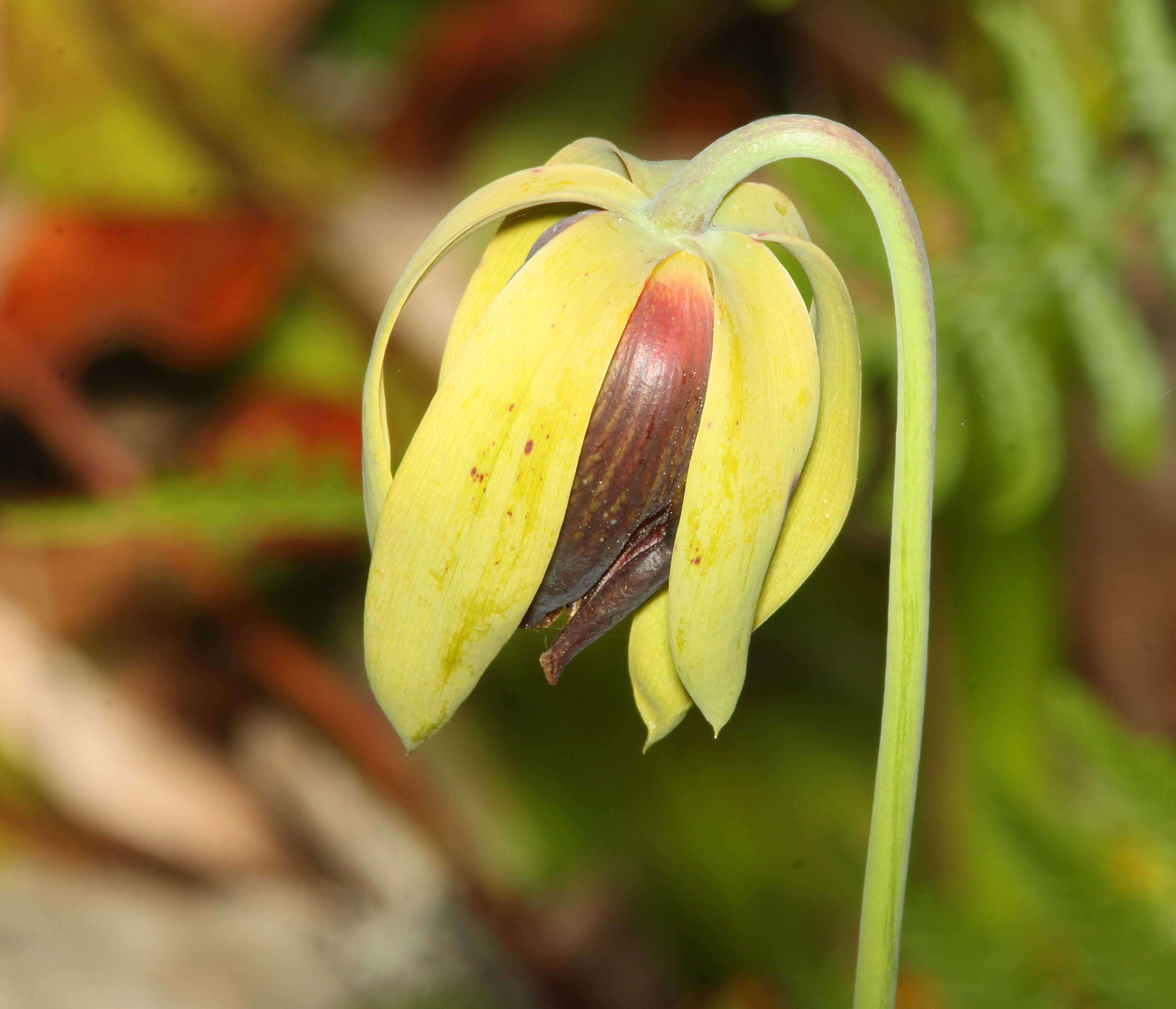
Kwiat

Darlingtonia kalifornijska (Darlingtonia californica) – gatunek rośliny z rodziny kapturnicowatych. Jest jedynym przedstawicielem rodzaju Darlingtonia. Występuje na górskich bagnach w górach Sierra Nevada do wysokości około 2000 m n.p.m. Gatunek opisał i nazwał w 1854 John Torrey. Nazwa pochodzi od nazwiska innego botanika – W. Darlingtona.

## Morfologia
KłączePełzające z licznymi rozłogami.
LiścieWszystkie przekształcone w liście pułapkowe.
KwiatySą podobne do kwiatów kapturnicy, jednakże w odróżnieniu od nich zwisają w dół. Składają się z pięciu purpurowych płatków korony. Naprzeciwko każdego płatka znajdują się trzy pręciki. Zalążnia na szczycie jest wklęsła, z krótką szyjką, zakończona zgiętymi, sterczącymi łatkami, na których dolnej stronie znajdują się znamiona. Budowa kielicha jest taka sama jak u kapturnicy.
OwocTorebka. Nasiona liczne, jasnobrązowe, o długości około 2 mm.
KorzeńSystem korzeniowy słabo rozwinięty, płytki.

## Biologia
Bylina, roślina mięsożerna. Kwiaty są owadopylne.

## Systematyka
Pozycja systematyczna według APweb (aktualizowany system APG III z 2009)
Należy do monotypowego rodzaju Darlingtonia, rodziny kapturnicowatych Sarraceniaceae, rzędu wrzosowców wchodzącego w skład grupy astrowych (asterids) w obrębie dwuliściennych właściwych (eudicots).
Pozycja w systemie Reveala (1993-1999)
Gromada okrytonasienne (Magnoliophyta Cronquist), podgromada Magnoliophytina Frohne & U. Jensen ex Reveal, klasa Rosopsida Batsch, podklasa ukęślowe Takht. ex Reveal & Tahkt., nadrząd Sarracenianae Thorne ex Reveal, rząd kapturnicowce (Sarraceniales Bromhead), rodzina kapturnicowate (Sarraceniaceae Dumort.), rodzaj Darlingtonia Torr.

## Pochodzenie
Darlingtonię odkrył w 1841 J. D. Brachenridge w górach Shasta.